# Афганистанский диалект арабского языка
Афганистанский (афганский) диалект арабского языка (англ. Afghan/Afghanistan Arabic), диалект Балха (англ. Balkh/Bactrian Arabic) — одна из среднеазиатских разновидностей арабского языка (вероятно, смешанный язык), распространённая среди немногочисленных арабоязычных арабов Афганистана.

## История

### Появление первых арабов в Бактрии
Распространение арабского языка в Бактрии непосредственно связано с завоевательными походами арабов-мусульман. Войска во главе с Ахнафом ибн Кайсом впервые пересекли Амударью в 642—643 годах (22 год хиджры), во время правления Умара. В 652 или 653 году (32 г. х.) город Балх был осаждён Саидом, сыном халифа Усмана ибн Аффана. Город был завоёван в 661 или 663 году войсками то ли Кайса ибн Хайсама ас-Сулами, то ли Абд ар-Рахмана ибн Самуры (сведения на этот счёт противоречивы). Балх окончательно перешёл под власть мусульман в 671 году, после мирного завоевания ар-Раби ибн Зиядом аль-Хариси. Первые поселенцы-арабы в городе были родом из Куфы.
Спахбеды иранского происхождения продолжали править Балхом и после его завоевания мусульманами, но после поражения восстания одного из местных правителей, Кутейба ибн Муслим поставил наместником своего брата Амра. Впоследствии Амру удалось успешно оборонять город от армии Насра ибн Сайяра во время конфликта между йеменскими арабами и племенами кайс и мудар. Тот факт, что эта племенная междоусобица затронула и Балх, говорит о присутствии значительного арабского населения в этом регионе.

### Средние века и Новое время
О жителях Афганистана, говорящих на арабском языке, в XVI веке упоминал основатель Империи Великих Моголов Бабур в «Бабур-наме». Описанные им арабы провинции Кабул на сегодняшний день полностью перешли на персидский язык.
Во второй половине XVIII века историк Абдул-Карим Бухари, описывая город Андхой на севере Афганистана, упомянул об арабских племенах, обитающих в этом регионе. По его словам, они прибыли из Хорасана во времена Омейядских и Аббасидских халифов. Их численность в те времена составляла более 60 тыс. семей, но Абдул-Карим Бухари не указал, какая часть из них в то время владела арабским языком.

### XX век
В 1926 году в разговоре с Георгом Моргенстьерне губернатор Мазари-Шарифа рассказал о том, что к западу от города некоторые кочевые племена продолжают говорить по-арабски. В 1957 году Абдул-Гафур Фархади на 24-м Международном конгрессе востоковедов сделал доклад о местах проживания этих арабоязычных арабов. В 1960-годы Абдул-Саттар Сират и Баязид Атсек опубликовалм исследования о языке жителей Хошхалабада, а Санаолла Сана — о языке жителей Яхдана. В 1975 году была предпринята экспедиция для исследования диалекта всех четырёх арабоязычных деревень (Ch. M. Kieffer, R. Kieffer-Vonmoos). Наконец, в 1994 году своё исследование опубликовал британский лингвист Брюс Ингам.

### Современный Афганистан

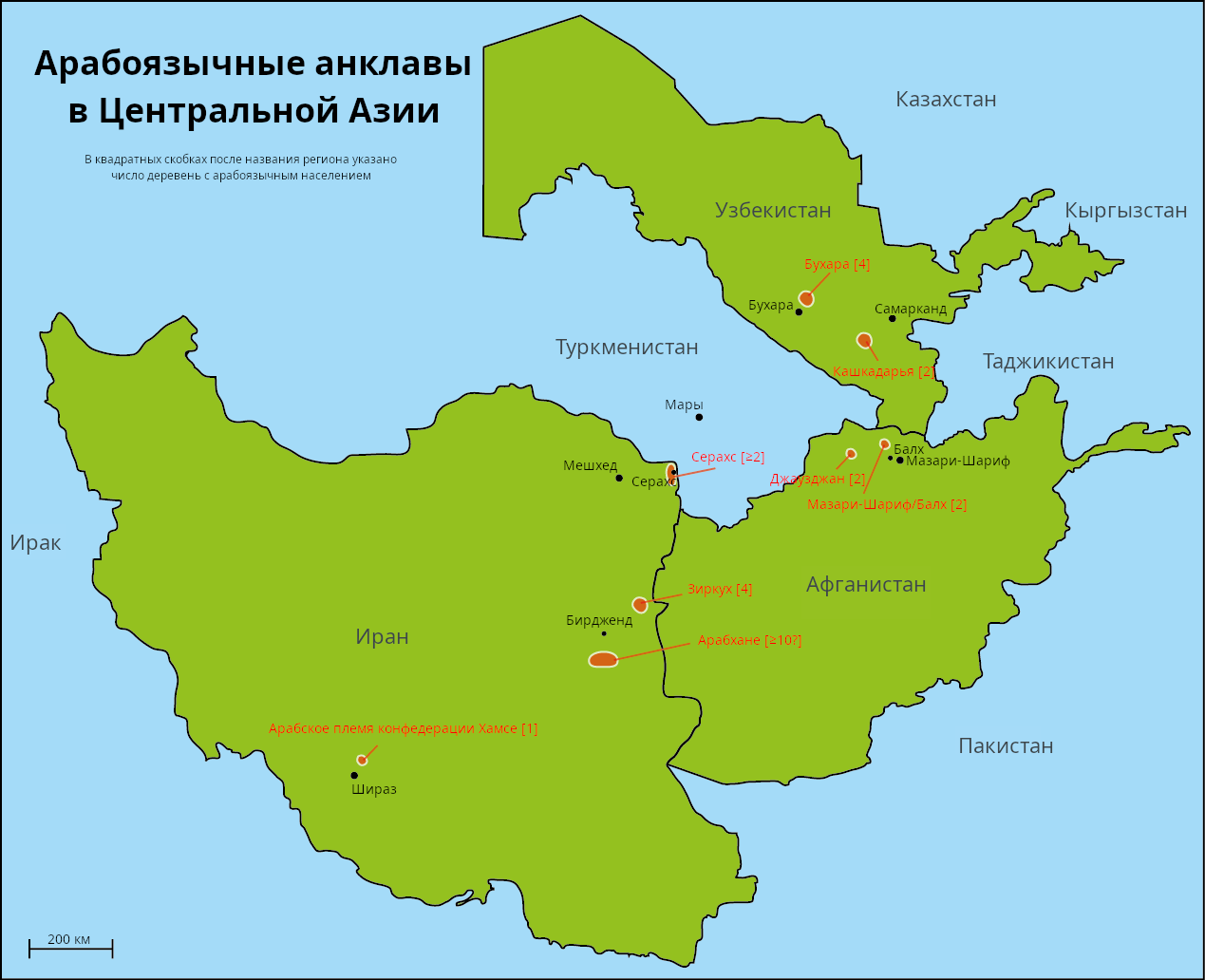
Языковые анклавы арабов в Центральной Азии и Иране.

Численность арабов в современном Афганистане, большинство которых ведут кочевой и полукочевой образ жизни, составляет около 40—45 тыс. человек (2000 год). Они обитают на севере страны, в окрестностях городов Акча и Мазари-Шариф в провинции Балх. Лишь малая их часть до сих пор владеет арабским языком, а большинство перешло на язык дари (афганско-персидский).
Арабоязычные арабы (самоназвание: /ʕarab/ или /ʕarap/) проживают в 50—100 домах в четырёх селениях к западу от Мазари-Шарифа: Хасанабад, Солтан-Арег, Яхдан и Хошхалабад. По данным на 1967 год (Farhad и Raven), количество носителей арабского языка (в справочнике Ethnologue обозначен как Tajiki Spoken Arabic) в Афганистане составляло около 5 тыс. человек (есть сведения о приблизительно 4 тыс. носителей в 1970-е годы).
Жители упомянутых деревень считают себя потомками арабов из Йемена и Сирии. Некоторые из них утверждают, что их предки были выселены сюда из других регионов Центральной Азии во времена Тамерлана. От персоязычных арабов арабоязычные отличаются образом жизни, одеждой, сельскохозяйственной деятельностью, техническими приспособлениями и др. Все мужчины-арабы владеют несколькими языками: дари, узбекским, таджикским и иногда пушту. Множество арабов являются безграмотными и даже если «читают» (декламируют) Коран на арабском, то делают это скорее по памяти.

#### Арабоязычные селения Афганистана
- Хошхалабад (перс. خوشحال آباد‎) — провинция Балх, район Давлатабад[англ.], в 8 км к западу от города Давлатабад[англ.][9][10].
- Солтан-Арег (перс. سلطان‌ أريغ‎) — провинция Джаузджан, район Мингаджик[англ.], в 14 км к западу от города Акча[9][10].
- Яхдан (перс. يخدان‎) — провинция Балх, район Давлатабад, в 5 км к юго-востоку от города Давлатабад[9][10].
- Хасанабад (перс. حسن آباد‎) — провинция Джаузджан, в 14 км к северо-востоку от центра провинции Шибаргана[9][10].

## Классификация
Афганистанский диалект в общих чертах был описан Абдул-Саттаром Сиратом (1973) и Чарльзом Кифером (1980) и в деталях Брюсом Ингамом в 1994 году.
Афганистанский диалект близок к арабским говорам Узбекистана, в справочнике Ethnologue диалект Балха отнесён к бухарскому (таджикскому) диалекту арабского языка (ISO 639-3: abh). Этот диалект подвергся настолько сильному влиянию персидского и тюркских языков, что некоторые исследователи говорят о его принадлежности к классу смешанных языков. Морфология афганистанского диалекта сохранила арабскую основу, а вот синтаксис сильно изменился под влиянием персидского и тюркских языков. В отличие от центральных арабских диалектов (например, Дамаска или Каира), периферийные диалекты, к которым относится афганистанский диалект, имеют свойство сохранять многие «архаизмы» (например, женское множественное число).